# Amtsgericht Osterfeld
Das Amtsgericht Osterfeld war ein Gericht der ordentlichen Gerichtsbarkeit in Osterfeld.

## Geschichte
Von 1849 bis 1879 bestand in Osterfeld die Gerichtskommission Osterfeld des Kreisgerichtes Naumburg. Im Rahmen der Reichsjustizgesetze wurden reichsweit einheitlich Oberlandes-, Land- und Amtsgerichte gebildet. Das königlich preußische Amtsgericht Osterfeld wurde mit Wirkung zum 1. Oktober 1879 als eines von 15 Amtsgerichten im Bezirk des Landgerichtes Naumburg im Bezirk des Oberlandesgerichtes Naumburg gebildet. Der Sitz des Gerichtes war die Stadt Osterfeld. Sein Gerichtsbezirk umfasste aus dem Landkreis Weißenfels die Stadtbezirke Osterfeld und Stößen, die Amtsbezirke Großhelmsdorf und  Lissen, den Amtsbezirk Kistritz ohne Kortplatz, Krauschwitz und Zaschendorf, den Amtsbezirk Löbitz ohne den Gemeinde- und Gutsbezirk Meyhen, den Amtsbezirk Schkölen ohne den Gemeindebezirk Schkölen, den Gemeindebezirk Stolzenhain, den Gemeindebezirk Pristedt, den Gutsbezirk Rödebitz, die Gemeindebezirke Kleinhelmsdorf, Roda und Weickelsdorf sowie den Gutsbezirk Kleinhelmsdorf. Am Gericht bestand 1880 eine Richterstelle. Das Amtsgericht war damit ein kleines Amtsgericht im Landgerichtsbezirk.
Im Jahre 1943 wurden das Gericht aufgehoben und sein Sprengel dem Amtsgericht Zeitz zugeordnet.